# Leucauge rubrotrivittata
Leucauge rubrotrivittata este o specie de păianjeni din genul Leucauge, familia Tetragnathidae, descrisă de Simon, 1906. Conform Catalogue of Life specia Leucauge rubrotrivittata nu are subspecii cunoscute.